# Cipangopaludina
Cipangopaludina is een geslacht van weekdieren uit de klasse van de Gastropoda (slakken).

## Soorten
- Cipangopaludina ampullacea (Charpentier, 1863)
- Cipangopaludina aubryana (Heude, 1890)
- Cipangopaludina cathayensis (Heude, 1890)
- Cipangopaludina chinensis (Gray, 1834)
- Cipangopaludina fluminalis (Heude, 1890)
- Cipangopaludina haasi Prashad, 1928
- Cipangopaludina hainanensis (Möllendorff, 1909)
- Cipangopaludina latissima (Dautzenberg & H. Fischer, 1905)
- Cipangopaludina lecythis (Benson, 1836)
- Cipangopaludina lecythoides (Benson, 1842)
- Cipangopaludina malleata (Reeve, 1863)
- Cipangopaludina menglaensis Zhang, Liu & Wang, 1981
- Cipangopaludina patris (Kobelt, 1909)
- Cipangopaludina ussuriensis (Gerstfeldt, 1859)
- Cipangopaludina ventricosa (Heude, 1890)
- Cipangopaludina yunnanensis Zhang, Liu & Wang, 1981